# Облатъяха

Облатъяха (устар. Облат-Яха) — река в России, протекает по территории Надымского района Ямало-Ненецкого автономного округа. Правый приток реки Тыдэпяяха, впадает в неё на 15-м км от устья. Длина реки составляет 46 км. Притоки — Облатъяхатарка.

## Данные водного реестра
По данным государственного водного реестра России относится к Нижнеобскому бассейновому округу, водохозяйственный участок реки — Надым, речной подбассейн реки — подбассейн отсутствует. Речной бассейн реки — Надым.
По данным геоинформационной системы водохозяйственного районирования территории РФ, подготовленной Федеральным агентством водных ресурсов:
- Код водного объекта в государственном водном реестре — 15030000112115300048894
- Код по гидрологической изученности (ГИ) — 115304889
- Код бассейна — 15.03.00.001
- Номер тома по ГИ — 15
- Выпуск по ГИ — 3